# Johanna Stockschläder
Johanna Maria Stockschläder (født 11. maj 1995 i Siegen, Tyskland) er en kvindelig tysk håndboldspiller, der spiller for Thüringer HC i Handball-Bundesliga Frauen og Tysklands kvindehåndboldlandshold.
Hun blev udtaget til landstræner Henk Groeners trup ved VM i kvindehåndbold 2021 i Spanien.

## Meritter
- Handball-Bundesliga Frauen:
  - Vinder: 2021